# Bellreguard
Bellreguard település Spanyolországban, Valencia tartományban. Bellreguard Gandia, Guardamar de la Safor, Miramar, Palmera, L’Alqueria de la Comtessa, Rafelcofer és Almoines községekkel határos. Lakosainak száma 4943 fő (2024).

## Népesség
A település lakosságának változását az alábbi diagram mutatja:
| Lakosok száma | 3709 | 3893 | 4349 | 4736 | 4697 | 4712 | 4550 | 4608 | 4713 | 4943 |
|               | 2001 | 2004 | 2007 | 2009 | 2012 | 2014 | 2017 | 2019 | 2022 | 2024 |